# I'm Going to Do What I Wanna Do: Live at My Father's Place 1978
I'm Going to Do What I Wanna Do è un album live di Captain Beefheart and the Magic Band pubblicato dalla Rhino Records nel 2000, ma contenente registrazioni datate 1978.

## Origine e storia
In supporto alla pubblicazione negli Stati Uniti dell'album Shiny Beast (Bat Chain Puller), Beefheart e soci fecero un giro di concerti in piccoli club. Sabato 18 novembre 1978 il gruppo suonò al "My Father's Place" a Roslyn, New York. Il "My Father's Place" era un locale situato sotto un cavalcavia autostradale, poteva contenere fino a 200 persone e gli avventori potevano cenare ascoltando musica. Lo show venne registrato e mixato direttamente da un registratore a due piste. Prima della pubblicazione ufficiale da parte della Rhino avvenuta nel 2000, la registrazione del concerto era stata fatta oggetto di numerosi bootleg nel corso degli anni.

## Tracce
1. Tropical Hot Dog Night – 4:36
2. Nowadays a Woman's Gotta Hit a Man – 5:07
3. Owed t'Alex – 5:20
4. Dropout Boogie – 3:13
5. Harry Irene – 3:46
6. Abba Zaba – 3:44
7. Her Eyes Are a Blue Million Miles – 4:12
8. Old Fart at Play – 2:26
9. Well – 3:35
10. Ice Rose – 3:56
11. Moonlight on Vermont – 3:52
12. The Floppy Boot Stomp – 4:18
13. You Know You're a Man – 3:26
14. Bat Chain Puller – 5:55
15. Apes-Ma – 0:46
16. When I See Mommy I Feel Like a Mummy – 6:04
17. Veteran's Day Poppy – 9:11
18. Safe as Milk – 5:19
19. Suction Prints – 4:41

## Formazione
- Don Van Vliet (Captain Beefheart) – voce, sassofono tenore, sassofono soprano, armonica
- Richard Redus – chitarra, slide guitar, fisarmonica
- Jeff Moris Tepper – chitarra, slide guitar
- Bruce Fowler – trombone
- Eric Drew Feldman – basso, tastiera, sintetizzatore
- Robert Williams – batteria, percussioni
- Mary Jane Eisenberg – maracas